# Ernest Reuchsel
Pour les articles homonymes, voir Reuchsel.
Ernest Reuchsel est un organiste, professeur de musique et compositeur français né le 14 avril 1838 à Vesoul et mort à Lyon le 4 août 1914.

## Biographie
Ernest Reuchsel naît le 14 avril 1838 à Vesoul,. Il est le fils du musicien Johann Reuchsel.
À Lyon, berceau de la dynastie Reuchsel, il est organiste de l'église Saint-Denis-de-la-Croix-Rousse entre 1863 et 1884, puis à Notre-Dame-Saint-Vincent,.
Ernest Reuchsel est aussi professeur de musique et auteur d'ouvrages théoriques à visée pédagogique, signant une méthode de solfège, une méthode de piano et Le Trésor des jeunes musiciens et amateurs ou nomenclature des principaux termes italiens, avec notes complémentaires et Notions d'harmonie en huit leçons.
Il meurt à Lyon le 4 août 1914,,. Il est le frère de Léon Reuchsel et le père de Félix Reuchsel.